# Luigi Rossetti
Luigi Rossetti (Gênova, República Liguriana (actualmente Itália) 11 de maio de 1800 — Viamão, 24 de novembro de 1840) foi um jornalista e intelectual italiano.
Cursara a faculdade de Direito na Italia. Era carbonário, como este último, sendo vinculados a uma verdadeira Internacional Republicana, a Jovem Itália, comandada por Giuseppe Mazzini desde Londres. Participou possivelmente do levante de Nápoles em 1821; depois se refugiou na Ilha de Malta, de onde passaria para a América do Sul em 1827. Chegou à América pelo Uruguai, à época da Revolução Farroupilha, quando também veio Tito Lívio Zambeccari. Residiu algum tempo no Rio de Janeiro, onde foi membro da Congregação della Giovine Itália, fundada por Giuseppe Stefano Grondona.
Foi também no Rio de Janeiro conheceu a Giuseppe Garibaldi, com quem se juntou à Revolução Farroupilha. Rossetti e Garibaldi transformaram seu pequeno barco comercial Mazzini em corsário a serviço da República Rio-Grandense. No caminho para o sul, atacaram um navio austríaco, com uma carga de café, e trocaram de navio com seus ocupantes, rebatizando a nova embarcação de Farroupilha. Rossetti desembarcou no porto de Maldonado, seguindo para Montevidéu, a fim de se encontrar com Giovanni Battista Cuneo, enquanto Garibaldi foi preso pela polícia uruguaia.
Foi para o Rio Grande do Sul, onde chegou a Jaguarão, naquele momento capital da República Rio-Grandense, em 28 de julho de 1837 e logo partiu para Piratini, onde conhece os mais influentes líderes da guerra Farroupilha, como Onofre Pires, Domingos José de Almeida e Corte Real, dentre outros.
Em 31 de dezembro de 1837 retorna a Montevidéu com incumbência de adquirir uma tipografia, junto com Domingos José de Almeida, e contratar homens para compor a marinha Rio-Grandense. Foi editor do Jornal O Povo, órgão oficial da República Riograndense, impresso com as prensas compradas Montevidéu. Permaneceu no cargo até a edição 47.
Participou da Tomada de Laguna, sendo nomeado secretário de Estado da República Juliana. Nesse cargo enfrentou uma série de dificuldades em seus quatro meses de existência, entre problemas econômicos e políticos, além dos militares, com falta de pessoal e de recursos.
Morreu, vitima de uma lança do inimigo, durante a tomada de Viamão pelos imperiais em 1840, no posto de capitão,, no Combate do Passo do Vigário em novembro de 1840, quando Bento Gonçalves organizou a retirada de suas tropas sob o ataque de João Nepomuceno.